# مولد كومبتون

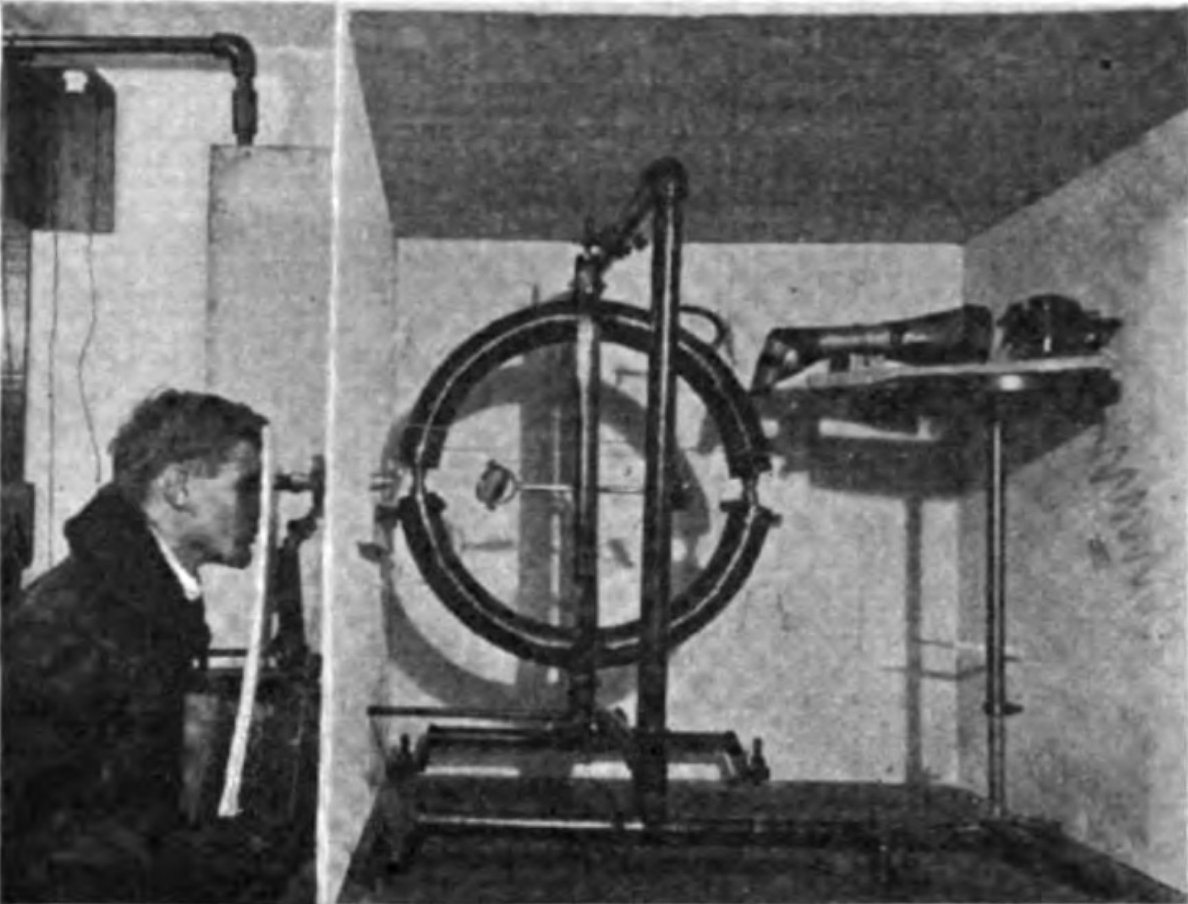
كان آرثر كومبتون يجري تجاربه باستخدام مولد كومبتون. تم إنشاء الصندوق من مادة الأسبستوس لتقليل الفارق في درجات الحرارة عبر الحلقة، والذي يسبب أخطاء لأنه يخلق تيار الحمل الحراري. هناك شاشة أخرى من الأسبستوس أمام كومبتون من أجل منع أنفاسه من ضرب صندوق الأسبستوس.

مولد كومبتون أو أنبوب كومبتون (Compton generator) هو جهاز للتجارب يهدف إلى إثبات دوران الأرض، وهو مشابه لنواس فوكو، وأجهزة الدوام. وقد نشر آرثر كومبتون، الحائز على جائزة نوبل في الفيزياء عام 1927م، هذه التجربة خلال عامه الرابع في كلية ووست عام 1913م. 

## شرح الجهاز

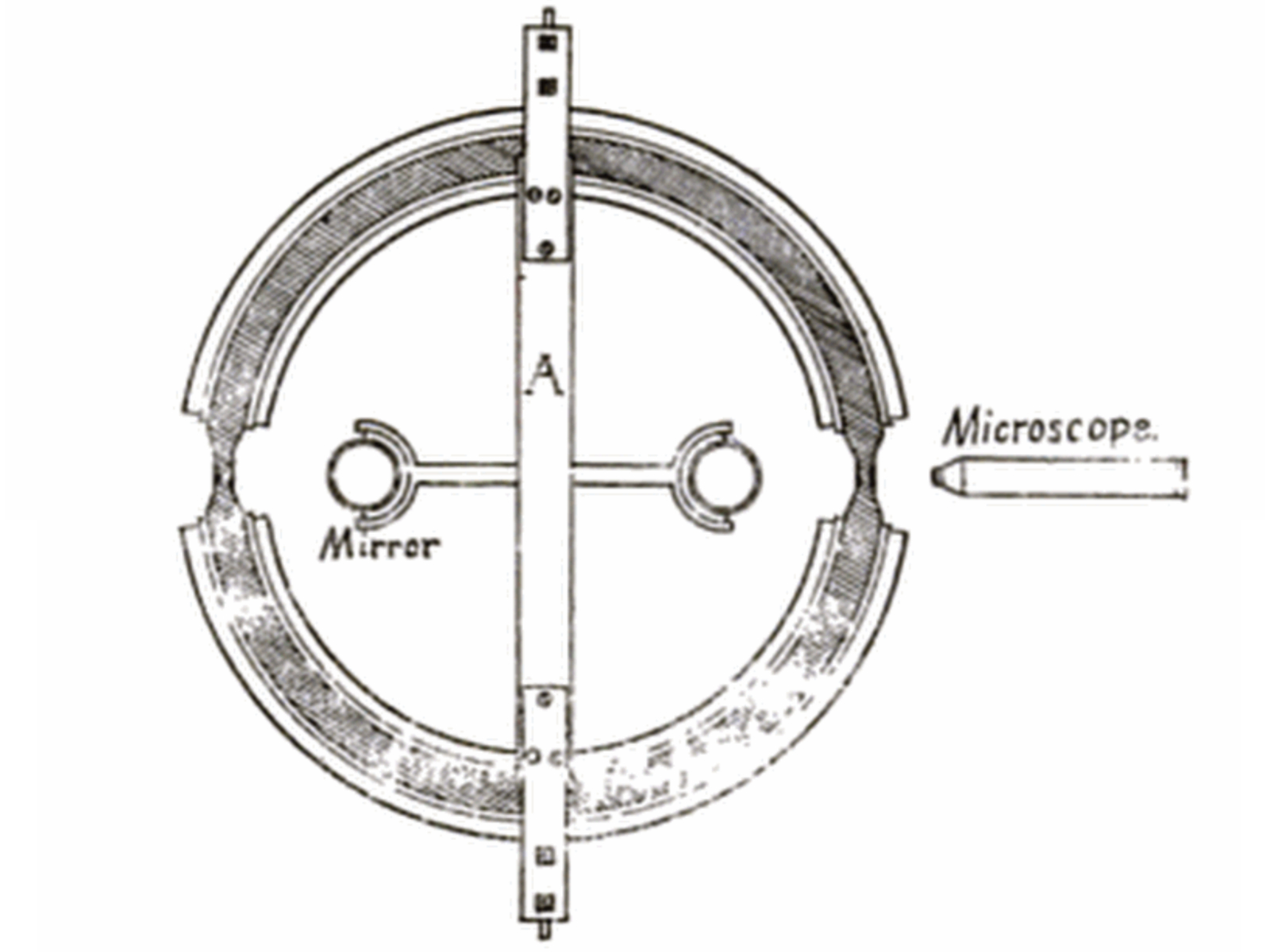
إنشاء مولد كومبتون.

وجهاز كومبتون عبارة عن أنبوب حلقي زجاجي مجوف على شكل كعكة، يمتلئ الجزء الداخلي منه بالماء.  وفي حالة ما إذا كانت الحلقة مستوية على الطاولة، فإن الماء فيها يكون ثابتًا، ثم يتم قلبها من خلال تدوير ذاتها 180 درجة حول القطر، بحيث تصبح مستوية مرة أخرى على سطح الطاولة، في الوضع الأفقي. والنتيجة التي يمكن استخلاصها من هذه التجربة هي أن الماء يتحرك بسرعة انجراف ثابتة معينة حول الأنبوب بعد تدوير الكعكة. وإذا لم يكن هناك احتكاك مع الجدران، فسوف يستمر الماء في الدوران إلى أجل غير مسمى. 
كانت الحلقة المستخدمة في التجربة الأولية، مصنوعة من أنبوب نحاسي مقاس بوصة واحدة مثني في دائرة قطرها ثمانية عشر(18) بوصة، حيث تم وضع الصمامات، وتم تضييق الأنبوب إلى قطر يبلغ حوالي 3/8 بوصة، أي ما يعادل (9.5 ملم).
وقد استخدم كومبتون قطرات صغيرة من زيت الفحم المختلط بالماء، وذلك من أجل قياس سرعة الانجراف تحت المجهر.

## تحليل
افترض أن قطر الأنبوب الزجاجي أصغر بكثير من قطر الحلقة، وأن {\displaystyle R} تمثل نصف قطر الحلقة، في حين تمثل {\displaystyle \omega } معدل دوران الأرض، و {\displaystyle \lambda } تمثل خط العرض.
في بداية الأمر، تكون الحلقة أفقية والماء ثابت. ثم، يتم تدوير الحلقة بسرعة بمقدار 180 درجة حول قطرها الشرقي الغربي وإيقافها، بحيث تصبح مستوية مرة أخرى على سطح الطاولة، والتي تكون أفقية. وفي هذا الوقت، فإن سرعة {\displaystyle v_{th}} الماء في الأنبوب يتم تقديمه من خلال المعادلة:
     {\displaystyle v_{th}=2\omega R\sin \lambda }
هذا، مع ملاحظة أن الدوران من الوضع الرأسي إلى الوضع الرأسي، يتم فيه احتساب سرعة {\displaystyle v_{tv}} الماء في الأنبوب من خلال المعادلة الآتية:
     {\displaystyle v_{tv}=2\omega R\cos \lambda }

ويتم الحصول على ذلك من خلال دمج عزم الدوران الناتج عن تأثير كوريوليس حول الحلقة أولاً، ثم دمج عزم الدوران على مدى الوقت الذي يمكن أن يستغرقه قلب الحلقة، وذلك من أجل الحصول على التغير في الزخم الزاوي. 
ومن خلال استخدام هاتين المعادلتين، يمكن للمرء أن يحل كل من المعادلتين{\displaystyle \omega ,\lambda } ، وبالتالي يتم إيجاد سرعة دوران الأرض، وخط عرض الجهاز.

## التحقق التجريبي
وقد قام كومبتون باستخدم سرعة الانجراف المقاسة هذه، من أجل تحديد خط العرض بدقة تصل إلى 3%.  كما استخدمه لقياس فترة دوران الأرض بدقة تصل إلى 16 دقيقة في اليوم (دقة 1%). ومن خلال استخدام طرق دقيقة، تمكن من ملاحظة التأثير في حلقة يبلغ نصف قطرها 9 بوصات (23 سم) فقط. 
دوران الأرض يساوي 7.3 × 10 −5 راديان/ ثانية. وفي التقرير الأصلي في كلية ووست، استخدم كومبتون حلقة يبلغ نصف قطرها متر واحد (خط عرض 41 درجة). والذي من شأنه أن يترجم إلى سرعة تبلغ حوالي {\displaystyle v_{th}\approx 0.1\mathrm {mm/sec} }

## فهرس

### مجلة
- Compton، Arthur Holly (1913). "A laboratory method of demonstrating the Earth's rotation". Science. ج. 37 ع. 960: 803–806. Bibcode:1913Sci....37..803C. DOI:10.1126/science.37.960.803. PMID:17838837. مؤرشف من الأصل في 2023-04-04.
- Compton، Arthur Holly (1915). "A determination of latitude, Azimuth, and the length of the day independent of astronomical observations". Physical Review. ج. 5 ع. 2: 109–117. Bibcode:1915PhRv....5..109C. DOI:10.1103/PhysRev.5.109.
- Compton، Arthur Holly (1915). "Watching the Earth revolve". Scientific American Supplement. ج. 79 ع. 2047supp: 196–197. DOI:10.1038/scientificamerican03271915-196supp. مؤرشف من الأصل في 2022-08-07.

### كتب
- Hand، Louis N. (1999). Analytical Mechanics. Cambridge University Press. ISBN:978-0521575720.
- Taylor، John R. (2005). Classical Mechanics. S.Chand & Company Ltd. ISBN:978-1891389221.
- Blackie's Dictionary of Physics. S.Chand & Company Ltd. 2000. ISBN:978-8121942379.